# 渡部福太郎
渡部 福太郎（わたなべ ふくたろう、1924年12月3日-　）は、日本の経済学者、学習院大学名誉教授。
新潟県出身。1947年東北帝国大学法文学部経済科卒、1961年「景気変動・物価および国際收支」で大阪大学経済学博士。福島大学講師、学習院大学経済学部助教授、教授。95年定年、名誉教授。専門は国際経済学。

## 著書
- 『景気変動と国際収支』創文社 現代経済学叢書　1962
- 『経済成長と国際収支』日本関税協会 ベストブックス　1968
- 『国際経済学』東洋経済新報社 経済学入門叢書 1973
- 『国際通貨入門』東京大学出版会 UP選書、1973
- 『現代の国際経済体制』東京大学出版会 UP選書 1980
- 『入門国際経済学』三嶺書房 1987
- 『債務大国アメリカのゆくえ』有斐閣 1989
- 『世界経済の分裂と統合』有斐閣 1994
- 『東アジア経済地域の経済分析』第一法規出版　学習院大学研究叢書 1994
- 『世界経済の流れを知る』文真堂 1996

### 共編著
- 『需要予測の理論と実際』河野豊弘共著 ダイヤモンド社 1967
- 『日本の貿易と国際収支』荒木信義共著 東洋経済新報社 1967
- 『経済成長と貿易構造』小島清,島野卓爾共著 勁草書房 1968
- 『日本の貿易』根岸隆共編 岩波書店 1971
- 『国際経済教室 現代の貿易と経済問題を考える』林信太郎共編 有斐閣 1973
- 『国際経済論 理論と政策の現代的展開』天野明弘共編 有斐閣大学双書　1975
- 『国際金融の知識』田中喜助、唐沢延行共著 有斐閣新書　1979
- 『新国際経済教室 新しい国際経済体制と日本の対応を考える』松永嘉夫共編　有斐閣選書　1992
- 『エレメンタル国際経済』編 英創社 1994
- 『世界標準の形成と戦略 デジューレ・スタンダードの分析』中北徹共編 日本国際問題研究所 JIIA研究　2001

### 翻訳
- J.ヴァネック『国際貿易 理論と政策』島野卓爾,貝塚啓明共訳 東洋経済新報社 1964
- A.メイゼルス『工業発展と世界貿易』監訳 春秋社 1970

## 論文
- <渡部福太郎

## 栄典
- 2003年11月 瑞宝中綬章受章[3]